# Ottenbach (Zurich)
Pour la commune allemande, voir Ottenbach (Bade-Wurtemberg).
Ottenbach est une commune suisse du canton de Zurich, située dans le district d'Affoltern.

## Manifestation
Les Schnabelgeissen. Durant la Sträggelenacht, les fantômes revêtus de draps blancs et portant un crâne en bois hurlaient et faisaient des claquements sinistres pour faire peur aux habitants. Jusqu'en 1900, une coutume était pratiquée dans tout le district d'Affoltern (Knonau). De nos jours, Ottenbach est le seul endroit où perdure cette tradition très ancienne. Le premier et le deuxième vendredi de décembre, des groupes se déguisent en fantôme avec un long bec en bois et des cornes en imitant les fantômes d'alors.

Photo aérienne par Walter Mittelholzer (1923).